# コニ・デ・ヴィンター
コニ・デ・ヴィンター（Koni De Winter、2002年6月12日 - ）は、ベルギー・アントウェルペン出身のサッカー選手。セリエA・ACミラン所属。ベルギー代表。ポジションはディフェンダー。

## 経歴
2018年にSVズルテ・ワレヘムからユヴェントスFCのユースチームへフリー移籍。順調にユースカテゴリを昇格し、2021年からはリザーブチームであるU-23ユヴェントスFCに所属する。
2021年11月23日、チャンピオンズリーグの対チェルシーFC戦にて、後半35分からトップチーム初出場を果たす。続くグループステージ最終節の対マルメFF戦ではユベントス史上最年少でのCL先発出場も達成した。
2022年7月9日、ユヴェントスと2026年までの新契約を締結し、同日にエンポリFCへのレンタル移籍が発表された。シーズン終了後はユヴェントスのアメリカツアーに帯同し、2023年8月11日、一定の条件で買い取り義務が発生するレンタル移籍でジェノアCFCへの加入が発表された。
2025年8月13日、ACミランへの移籍が決定。契約は2030年6月30日までの5年間。